# Fermín Bohórquez Domecq
Pour les articles homonymes, voir Fermín Bohórquez.
Fermín Bohórquez Domecq, né à Jerez de la Frontera, (Espagne, province de Cadix) le 21 janvier 1970, est un rejoneador espagnol, fils du rejoneador  Fermín Bohórquez Escribano.

## Présentation et carrière
Il fait ses débuts  le 18 août 1970 à Aroche près de Huelva où il coupe deux oreilles d'un taureau de l'élevage Los Remedios.
Il triomphe ensuite le 30 août 1985 à Santander. Le 3 mai 1987 il accompagne son père dans une corrida à Torremolinos où il coupe une oreille.
Il prend son alternative le 4 mai 1989 à Jerez de la Frontera ; il la confirme le 26 mai 1990 à Las Ventas. En 1997, à Arles, il coupe trois oreilles et il triomphe à Las ventas en équipe avec João Moura face à des taureaux de l'élevage Torrestrella, puis deux ans plus tard dans la Real Maestranza  de Séville, le 25 avril 1999. En 2001, il est premier de l'escalafón, avec 84 paseos.